# Clara H. Scott
Clara H. Scott (3 décembre 1843 — 21 juin 1897), née Fiske, est une compositrice, compositrice d'hymnes (en) et éditrice américaine.  

## Biographie
Clara H. Scott nait en 1843.
Elle est la première femme à publier un volume d'hymnes, le Royal Anthem Book, en 1882.  
Scott est également connue pour son hymne, Open My Eyes, That I May See, écrit en 1895 . L'hymne s'inspire du Psaume 119, verset 18.  
Elle meurt en 1897 après avoir été éjectée de sa voiture par un cheval effrayé,.